# Corto Reale
Corto Reale è un programma televisivo di approfondimento storico-cinematografico in onda nel 2013 sul canale tematico Rai Storia e su Rai 3. Il programma è presentato da Marco Bertozzi, storico del cinema.

## Descrizione
La trasmissione si occupa di una parte poco nota del cinema italiano: quella del documentario cortometraggio. Nel periodo compreso tra il 1945 e gli anni ottanta sono stati realizzati oltre 14.000 titoli da parte di documentaristi che, attraverso la prospettiva del "cinema del reale", hanno utilizzato lo strumento del documentario come mezzo di critica sociale o di ricerca antropologica.
Il programma, realizzato da Rai Educational e Rai Storia, è curato da Enrico Salvatori, Giuliana Mancini, Giuseppe Giannotti e Davide Savelli.
Le puntate dedicate agli anni sono sottotitolate "Gli anni del documentario italiano"; quelle dedicate agli autori sono sottotitolate "Gli autori del documentario italiano".

## Puntate
- Il 1952
- Il 1953
- Il 1955
- Il 1956
- Il 1957
- Il 1958
- Il 1959
- Il 1960
- Il 1961
- Il 1962
- Il 1963
- Il 1964
- Il 1965
- Il 1968
- Libero Bizzarri
- Lino Del Fra
- Luigi Di Gianni
- Giuseppe Ferrara
- Vincenzo Gamna
- Michele Gandin
- Ennio Lorenzini
- Cecilia Mangini
- Romolo Marcellini
- Francesco Maselli
- Gianfranco Mingozzi
- Vittorio Sala
- Florestano Vancini
- Valerio Zurlini

## Documentari trasmessi (elenco parziale)
| Puntata             | Titolo documentario          | Autore               | Durata (min) | Anno |
| ------------------- | ---------------------------- | -------------------- | ------------ | ---- |
| Il 1952             | Qualcuno pensa a noi         | Giorgio Ferroni      | 11           | 1952 |
| Il 1952             | L'ultima utopia              | Franco Cristaldi     | 10           | 1952 |
| Il 1952             | Motore, ciak, azione         | Ottavio Oppo         | 9            | 1952 |
| Il 1952             | Contadini                    | Brunello Rondi       | 9            | 1952 |
| Il 1953             | Tiriamo le somme             | Giovanni Paolucci    | 9            | 1953 |
| Il 1953             | Comunicare a distanza        | Giovanni Passante    | 10           | 1953 |
| Il 1953             | I nostri divertimenti        | Vittorio Quaglieri   | 10           | 1953 |
| Il 1953             | L'ora del sud                | Edmondo Cancellieri  | 8            | 1953 |
| Il 1953             | La vérité sur Trieste        | Claudio Triscoli     | 12           | 1953 |
| Il 1955             | Il lotto                     | Vittorio Carpignano  | 9            | 1955 |
| Il 1955             | Concorso di bellezza         | Vinicio Marinucci    | 8            | 1955 |
| Il 1955             | Città del cinema             | Vittorio Sala        | 10           | 1955 |
| Il 1955             | La naja                      | Gian Paolo Callegari | 11           | 1955 |
| Il 1955             | L'hockey                     | Gastone Grandi       | 7            | 1955 |
| Il 1957             | I paradisi della domenica    | Francesco Maselli    | 9            | 1957 |
| Il 1957             | Giocare                      | Giulio Questi        | 9            | 1957 |
| Il 1957             | Le donne di Acquafredda      | Aldo Vergano         | 9            | 1957 |
| Il 1957             | Modelle d'oggi               | Vittorio Sala        | 9            | 1957 |
| Il 1957             | Giovedì sera                 | Antonio Petrucci     | 9            | 1957 |
| Il 1958             | Cani dietro le sbarre        | Gillo Pontecorvo     | 12           | 1958 |
| Il 1958             | I bambini e gli animali      | Francesco Maselli    | 9            | 1958 |
| Il 1959             | I muratori                   | Michele Gandin       | 10           | 1959 |
| Il 1959             | Il mondo nel cortile         | Piero Nelli          | 12           | 1959 |
| Il 1959             | Donne in Carnia              | Axel Rupp            | 10           | 1959 |
| Il 1959             | Anche le città muoiono       | Fernando Cerchio     | 10           | 1959 |
| Il 1960             | Andante affettuoso           | Francesco Maselli    | 11           | 1960 |
| Il 1960             | Il Monte della Pietà         | Elio Ruffo           | 12           | 1960 |
| Il 1960             | La ballata della Via Emilia  | Piero Nelli          | 11           | 1960 |
| Il 1960             | I maggiorati                 | Lino Micciché        | 11           | 1960 |
| Il 1961             | Cinema a tutti i costi       | Leonardo Autera      | 10           | 1961 |
| Il 1961             | Il Carso                     | Franco Giraldi       | 10           | 1961 |
| Il 1961             | Da mille anni                | Enzo D'Ambrosio      | 9            | 1961 |
| Il 1961             | Via dei piopponi             | Gianfranco Mingozzi  | 9            | 1961 |
| Il 1962             | Il ritorno di barba Giovanni | Giuseppe Taffarel    | 10           | 1962 |
| Il 1962             | Oro nero sul Mar Rosso       | Vittorio Gallo       | 14           | 1962 |
| Il 1962             | Roma '62                     | Piero Schivazappa    | 10           | 1962 |
| Il 1962             | Figlia d'arte                | Mauro Severino       | 10           | 1962 |
| Il 1963             | Le streghe a Pachino         | Giuseppe Ferrara     | 10           | 1963 |
| Il 1963             | Giovannino                   | Massimo Mida         | 10           | 1963 |
| Il 1963             | La santa di Volvera          | Giorgio Trentin      | 10           | 1963 |
| Il 1963             | La mia terra                 | Umbro Delle Corti    | 11           | 1963 |
| Il 1963             | Chi è di scena               | Mauro Severino       | 10           | 1963 |
| Il 1964             | Imitazione della dignità     | Sergio Tau           | 10           | 1964 |
| Il 1964             | La baraonda                  | Fernando Cerchio     | 11           | 1964 |
| Il 1965             | La terra miracolata          | Massimo Mida         | 14           | 1965 |
| Il 1965             | Vita privata                 | Alessandra Mann      | 9            | 1965 |
| Il 1968             | Donne del Sud, oggi          | Franca Maria Trapani | 11           | 1968 |
| Il 1968             | Una città sul vuoto          | Mario Carbone        | 13           | 1968 |
| Libero Bizzarri     | La disamistade               | Libero Bizzarri      | 10           | 1962 |
| Libero Bizzarri     | Gente di Cabras              | Libero Bizzarri      | 10           | 1963 |
| Lino Del Fra        | Fata Morgana                 | Lino Del Fra         | 11           | 1962 |
| Lino Del Fra        | V. & V.                      | Lino Del Fra         | 16           | 1969 |
| Vincenzo Gamna      | Campioni di provincia        | Vincenzo Gamna       | 12           | 1958 |
| Vincenzo Gamna      | La comparsa                  | Vincenzo Gamna       | 9            | 1960 |
| Vincenzo Gamna      | Le signorine settembre       | Vincenzo Gamna       | 9            | 1960 |
| Vincenzo Gamna      | Giovedì passeggiata          | Vincenzo Gamna       | 13           | 1960 |
| Michele Gandin      | Una casa come un'isola       | Michele Gandin       | 12           | 1970 |
| Michele Gandin      | I bambini raccontano         | Michele Gandin       | 11           | 1958 |
| Ennio Lorenzini     | Portuali                     | Ennio Lorenzini      | 10           | 1961 |
| Ennio Lorenzini     | Con civile rabbia            | Ennio Lorenzini      | 11           | 1966 |
| Cecilia Mangini     | Maria e i giorni             | Cecilia Mangini      | 10           | 1960 |
| Cecilia Mangini     | Stendalì                     | Cecilia Mangini      | 12           | 1959 |
| Cecilia Mangini     | Divino amore                 | Cecilia Mangini      | 10           | 1961 |
| Cecilia Mangini     | Tommaso                      | Cecilia Mangini      | 11           | 1967 |
| Romolo Marcellini   | Via Veneto                   | Romolo Marcellini    | 9            | 1951 |
| Romolo Marcellini   | Avventure di ogni giorno     | Romolo Marcellini    | 10           | 1954 |
| Francesco Maselli   | Campioni per due ore         | Francesco Maselli    | 10           | 1957 |
| Francesco Maselli   | Bambini al cinema            | Francesco Maselli    | 9            | 1958 |
| Francesco Maselli   | Un fatto di cronaca          | Francesco Maselli    | 9            | 1958 |
| Francesco Maselli   | Adolescenza                  | Francesco Maselli    | 12           | 1959 |
| Gianfranco Mingozzi | Il putto                     | Gianfranco Mingozzi  | 9            | 1964 |
| Gianfranco Mingozzi | Li mali mistieri             | Gianfranco Mingozzi  | 10           | 1964 |
| Vittorio Sala       | 045 (Ricostruzione edilizia) | Vittorio Sala        | 9            | 1952 |
| Vittorio Sala       | Le case degli italiani       | Vittorio Sala        | 10           | 1958 |
| Florestano Vancini  | Vento dell'Adriatico         | Florestano Vancini   | 11           | 1957 |
| Florestano Vancini  | Isola d'acciaio              | Florestano Vancini   | 13           | 1958 |